# Monteu da Po
Monteu da Po – miejscowość i gmina we Włoszech, w regionie Piemont, w prowincji Turyn.
Według danych na rok 2004 gminę zamieszkiwało 828 osób, 118,3 os./km².